# 磯部勉
磯部 勉（いそべ つとむ、1950年〈昭和25年〉10月13日 - ）は、日本の俳優、声優。エンパシィ所属。東京都出身。
妻は俳優座の斉藤深雪。娘は女優の磯部莉菜子。

## 来歴
両親は教師だったこともあり同じくなろうと思っていたが、ある日、桐朋学園短期大学を紹介され進学。1年が過ぎたころに唐十郎主宰の状況劇場を観に行ったことで俳優が面白いと思ったきっかけになった。同大学卒業後、1972年に劇団俳優座に入団、演出家の千田是也に師事し舞台経験を積む。主にシェイクスピア劇で、好評を博す。その後、NHKドラマ『風神の門』では主人公霧隠才蔵の宿敵である獅子王院を演じた。以後、多くの舞台、テレビ、アニメ、映画で時代劇、現代劇問わず活躍。
1980年代以降は、NHK大河ドラマの常連俳優として現在まで数多くの作品に出演。昭和の犯罪史を騒がせた死刑囚や犯罪者の服役後の姿を題材とした実録映画『さらば、わが友』に主演。主人公の若き日から晩年までを演じた。仲代達矢、平幹二朗、加藤剛の後を継ぐ俳優座出身スター候補として期待を集めるが、その後は往年の戸浦六宏を彷彿（）させるような知的な悪役やバイプレイヤーなど、性格俳優としての側面を強めていく。1989年に俳優座を退団。
過去の所属はアンクルベイビー。

## 人物・特色
声の仕事を始めたきっかけは20代のころ、京都府の撮影所にいた時、劇団俳優座映画放送部から「アテレコってやってみる気ある？」と聞かれたため、「やってみたいですね」と答えたからである。声優としては『クレイマー、クレイマー』（日本テレビ版）のダスティン・ホフマンの吹き替えがデビュー作で、『超音速攻撃ヘリ エアーウルフ』の主人公であるストリングフェロー・ホークを演じたジャン＝マイケル・ヴィンセントをはじめ、メル・ギブソン、ハリソン・フォード、チョウ・ユンファ（この3名の吹き替えは特に多く、共に二十本以上の作品の吹替版で担当）、ショーン・ビーン、ティム・アレン 、ピーター・ウェラー、ブルース・ウィリス、チェ・ミンシク、ジョージ・クルーニーなどの声を主に担当。
特にメル・ギブソンは『エア・アメリカ』で初めて吹き替えを担当して以来、大半の出演作で吹き替えを務めるようになり、専属（フィックス）として定着している。『リーサル・ウェポン』シリーズのテレビ放送版では池田勝（同じくダニー・グローヴァーの吹き替えを多く担当）とのマシンガントークを演じ、『ハート・オブ・ウーマン』、『ブラッド・ファーザー』でのコミカルな役まで吹き替えを行っている。磯部はギブソンを吹き替えることについて、特に『リーサル・ウェポン』シリーズに関しては、スピード感と緊張感に満ちた作品であることから、セリフを言うたびに目の前に星がちらつくこともあったといい、「これまで、彼の激しい感じを出すことを意識していて、激しくしゃべりすぎて酸欠になったこともあった。だけど、長年吹き替えをやってきて、次第に、どこで息継ぎをするのかなどクセが分かってきた」と一体感を覚えるようになったと語り、ギブソンの演技についても「やっぱり彼は、こういった荒ぶる男の役が似合うと思う。60過ぎで、自分より少し年下だけど、あのたくましさはやはりすごいね」と感嘆している。『ブラッド・ファーザー』では予告編のナレーションを担当しており、「今回は彼の映画のナレーションをするのは初めてだけど、ずっと吹替をやってきた人のナレーションが出来るのは光栄だね」と長年担当しているギブソンへの愛着を見せるコメントをしている。後年のインタビューで磯部は、「メル・ギブソンだったらこの声というのはない」としつつも、多くの作品で吹き替えを務めている中でギブソンの芝居のリズムや呼吸などを予測できるようになる感覚があったといい、セリフを喋るトーンや間合いなども長年に渡って吹き替えているうちに自然と掴めるようになり、現在では特徴を捉えたことで演じやすくなったという。また、『マッドマックス』シリーズもBSジャパンにて磯部による新録吹替が企画されたことがあったものの、実現しなかった。これは同時期に新装発売される同シリーズのブルーレイボックス収録用に安原義人（同シリーズをはじめとして、磯部に先駆けてギブソンを多く担当）による新録がすでに行われていたためである。
磯部によるギブソンの吹き替えに感銘を受けた同業者もおり、尊敬している役者として磯部の名前を挙げている中村悠一は、自身のSNSで『リーサル・ウェポン』シリーズのテレビ朝日版吹替のファンであることを明かしていると同時に『リーサル・ウェポン2/炎の約束』（1993年のテレビ放映時に磯部がギブソンの日本語吹替を担当）を見て洋画の吹替声優に憧れ、それをきっかけに声優を志し始めたと公言している。また中村は、2015年の『エクスペンダブルズ3 ワールドミッション』でギブソンの吹き替えを磯部が務めると知った際には歓喜したという。
ハリソン・フォードは、1990年9月30日にテレビ朝日の『日曜洋画劇場』で放送された『刑事ジョン・ブック 目撃者』（テレビ朝日版、DVD&Blu-rayに収録）で初担当。『スター・ウォーズ』のソフト版以降、村井國夫と分け合う形でほとんどの作品を吹き替えたことから、「フォードのもう1人のフィックス」として認知されている。演出家の鍛治谷功からは「磯部さんは、年齢を重ねた渋みと、変わらない若々しさを兼ね備えていらっしゃるので、常に映画の中心にデンと構えて観客の期待を一身に背負う、往年のスターの風格を感じるハリソン・フォードの雰囲気にピッタリかと思います」と評されている。磯部自身も後年のインタビューでフォードの吹き替えに関しては、メル・ギブソンと同様に「ハリソン・フォードだったらこの声、というのはない」としつつも、長きにわたって務めていることから芝居のリズムや呼吸が予測でき、セリフを喋るトーンや間合いなども掴めるようになり、演じやすくなったと話している。また、上述の村井は劇団の先輩にあたり、親交があるという。フォードとメル・ギブソンの共演作となった『エクスペンダブルズ3  ワールドミッション』ではギブソンを磯部、フォードを村井が担当。本作の収録の際には、「何で俺を呼ぶんだ、お前（磯部）が一人で（メル・ギブソンもハリソン・フォードも）やればいいじゃないか」と村井から冗談を言われる一幕もあったと話している。
また、2024年（令和6年）度前期放送のNHK「連続テレビ小説」第110作『虎に翼』に磯部がサプライズ出演した際には、これまでの磯部の実績も相まって「ウルトラマン（古谷敏）を弁護するメル・ギブソン」「ハリソン・フォードが目に浮かぶ」などとネット上で話題を集めた。
ショーン・ビーンとは、『聖闘士星矢 The Beginning』のジャパンプレミアで対面を果たしている。また、『キングスグレイブ ファイナルファンタジーXV』では原語版で磯部が演じたレギス・ルシス・チェラム役を英語吹き替え版ではビーンが演じた。
謙虚で誠実な人柄で知られ、『十戒』でチャールトン・ヘストンを担当するにあたり、ヘストンの吹き替えを長年担当した納谷悟朗に、直接許しを請う電話を入れたという逸話が伝えられているが、実際には磯部が飲み屋で偶然納谷と出会った際にあいさつをしたというものである。元々ヘストンの吹き替えを務めたのは『黒い絨毯』の金曜ロードショー版で納谷の代役を務めたことがきっかけで、以降新録で3本務めている。
2005年の『魔法戦隊マジレンジャー』では敵幹部のウルザードの声だけでなく、ウルザードの正体であるマジレンジャーの父親・小津勇役に起用される。本人は特撮でのレギュラーは初めてであったこともあり、素面で小津勇を演じて欲しいとのオファーを受けた際には「自分でよいのか?」と最初は戸惑ったという。最終回では他のキャストと同様に自身の役の変身し、ウルザードの転生姿であるウルザードファイヤーのスーツに入っている。2011年公開の『ゴーカイジャー ゴセイジャー スーパー戦隊199ヒーロー大決戦』では声のみだが、マジレンジャー放送終了後から5年ぶりにウルザードファイヤーを演じている。

## 出演（俳優）
太字はメインキャラクター。

### テレビドラマ
- 白い滑走路 第8話「生と死」（1974年、TBS） - 木村
- 大河ドラマ（NHK総合）
  - 元禄太平記（1975年） - 毛利小平太
  - 獅子の時代（1980年） - 井出為吉
  - 峠の群像（1982年） - 堀部安兵衛
  - いのち（1986年） - 津田平吉
  - 春日局（1989年） - 明智秀満
  - 翔ぶが如く（1990年） - 松平春嶽
  - 八代将軍吉宗（1995年） - 隆光僧正
  - 毛利元就（1997年） - 宇山久兼
  - 元禄繚乱（1999年） - 戸田氏定
  - 葵 徳川三代（2000年） - 池田輝政
  - 武蔵 MUSASHI（2003年） - 茨木屋又右衛門
  - 篤姫（2008年） - 九条尚忠
  - 軍師官兵衛（2014年） - 小河良利 ※ドラマ収録中に倒れ急死した石田太郎の代役
- 傷だらけの天使 第17話「回転木馬に熱いさよならを」（1975年、日本テレビ / 東宝）
- はぐれ刑事 第1話「銃弾」（1975年、日本テレビ / 国際放映） - 島本ヤスオ
- 水戸黄門（TBS / C.A.L）
  - 第6部 第8話「孤独の捕縄・小倉」（1975年5月19日） - 町の若者
  - 第15部 第30話「男度胸の木曽節仁義・木曽福島」（1985年8月19日） - 清次
  - 第16部
    - 第5話「花嫁は免許皆伝・藤枝」（1986年5月26日） - 草間小一郎
    - 第33話「夢を紡いだ紙の布・白石」（1986年12月8日） - 坂井城太郎

  - 第18部 第5話「恐怖の釣り天井・宇都宮」（1988年10月10日） - 新吉
  - 第25部 第29話「狙われた庄内小町・酒田」（1997年7月14日） - 坂口源衛門
  - 第28部 第9話「関所を破る男装の密使・新居」（2000年5月8日） - 石川頼母
  - 第29部 第22話「天狗面が悪を斬る!・新発田」（2001年8月27日） - 長井弥五左衛門
  - 第30部 第16話「浪花の恋の夢芝居・大坂」（2002年7月16日） - 丹後屋九右衛門
  - 第32部 第6話「肝っ玉女将と意地比べ・高山」（2003年9月1日） - 津上屋総兵衛 / つむじ風の総兵衛
  - 第33部 第10話「やんちゃ姫の姉探し・宇和島」（2004年6月21日） - 岩島播磨
  - 第34部 第13話「贋作描いた御老公!?・久保田」（2005年4月18日） - 黒崎兵衛
  - 第35部 第20話「男意気地の無法松・博多」（2006年3月6日） - 外崎掃部
  - 第36部 第7話「狙われた百万石の婚礼・金沢」（2006年9月4日） - 仙石主膳
  - 第37部
    - 第3話「亭主参った嫁姑対決・松井田」（2007年4月23日） - 国井掃部
    - 第13話「藩を守った女剣士・八戸」（2007年7月2日） - 稲葉帯刀

  - 第38部 第21話「父帰る!ここは下田の湊町・下田」（2008年6月9日） - 村野伝四郎
  - 第41部 第6話「若殿守った鰻屋小町!・浜松」（2010年5月17日） - 戸田主計
  - 第43部 第18話「上様、長屋で叱られる・江戸」（2011年11月21日） - 三好九右衛門
- 女弁護士朝吹里矢子(1)（1978年、テレビ朝日）
- 明日の刑事 第35話「SL爆走! 寸又峡に追いつめる」（1978年、TBS / 大映テレビ）
- 江戸の渦潮 第16話「男の出会いと別れと」（1978年、フジテレビ / 東宝）
- 波－わが愛（1978年、TBS）
- 大空港 第16話「特捜部対ヤクザ 女医三森亜矢子が敵の手に!」（1978年、フジテレビ / 松竹）
- 密約 外務省機密漏洩事件（1978年、テレビ朝日） - 久我原和孝
- 風神の門（1980年、NHK総合 水曜時代劇） - 獅子王院
- 時代劇スペシャル（フジテレビ）
  - 丹下左膳 剣風!百万両の壺（1982年） - 柳生源三郎
  - 岡っ引どぶ 第3話「流人島殺人事件」（1982年） - 志村金吾
  - お庭番秘聞　暗殺者（1983年） - 徳川綱豊
  - 奉行暗殺始末（1983年） - 伊賀守敦信
- 野々村病院物語II（1982-1983年、TBS） - 野中真樹夫
- 木曜ファミリーワイド「松本清張の蒼い描点」（1983年、フジテレビ / 大映テレビ） - 崎野竜夫
- 看護婦日記 パートI（1983年、TBS）
- 東芝日曜劇場（TBS）
  - ふたりの舟「夫婦の朝」より（1983年） - 新五郎
  - また連絡するよ（1985年）
  - 花言葉はヒミツ（1987年、CBC）
  - まかせてダーリン（1998年）
- 出逢い・めぐり逢い（1983年、TBS）
- やつらの戦い1（1983年、NHK総合）
- 千利休とその妻たち（1983年、関西テレビ）
- 人妻捜査官 第10話「疑惑!?新妻の影が消えた裏窓」（1984年、朝日放送 / テレパック）
- 乾いて候（1984年、フジテレビ / 東映） - 徳川宗春
- 火曜サスペンス劇場（日本テレビ）
  - 「松本清張スペシャル・黒の回廊」（1984年）
  - 「京都警備士日誌」（1997年8月） - 室田巌
  - 「アリバイの穴」（1997年1月） - 正木健介
- 若き血に燃ゆる〜福沢諭吉と明治の群像（1984年、、テレビ東京）
- ゆずり葉物語（1984年、NHK総合） - 義男
- 土曜ワイド劇場（テレビ朝日）
  - 授業参観の女　まじめ教師のたった一度の非行　生徒の母がコールガール!?（1984年）
  - 通り魔 人妻は白昼犯された（1985年） - 勝浦清和
  - 船長シリーズ4・函館のおんな殺人行（1991年） - 秋元要一
  - 西村京太郎トラベルミステリー21・上信越 湯煙り殺人ルート（1992年） - 武田勇
  - 殺意のお茶会・家元を殺し 相続を狙う 女たちの争い…（2000年） - 広沢孟
  - 森村誠一の終着駅シリーズ13・殺人の赴任（2001年） - 横尾重雄（国見の第一秘書）
  - 家政婦は見た!20・名門茶道家元一族の相続争い、乱れに乱れたからみ合い！私女房になります…秋子が心底惚れた男の秘密と茶番劇（2002年） - 長沼青庵
  - 天才・神津恭介の殺人推理2・ふた組の夫婦のからみ合う殺意！（2002年） - 佐竹明彦
  - ひまわり〜桶川女子大生ストーカー殺人事件〜（2003年） - 刑事第一課主任
  - 森村誠一の終着駅シリーズ17・霧笛の余韻（2004年） - 高坂正好
  - 仮釈放の女（2005年） - 水谷浩二
  - 再捜査刑事・片岡悠介4・毛筆に隠された美女連続殺人の謎（2012年） - 尾高隆二
- 黒の回廊（1984年、日本テレビ）
- 私はみだらな女（1984年、テレビ朝日）
- 旅よ恋よ女たちよ（1985年1月5日、NHK総合） - 雪村
- やつらの戦い2（1985年、NHK総合）
- 月曜ワイド劇場美貌のメス・女外科医が見た大病院の疑惑！（1985年、テレビ朝日）
- 暴れん坊将軍（テレビ朝日 / 東映）
  - 暴れん坊将軍II
    - 第99話「め組で一番もてない奴!」（1985年） - 片桐十郎太
    - 第125話（SP）「勅使下向、天下を賭けた江戸っ子神輿!」（1985年） - 大久保采女正

  - 暴れん坊将軍III 第45話「吉宗無情、寒菊は語らず!」（1987年） - 曲淵駿河守
  - 暴れん坊将軍VI 第30話「北国に折鶴が飛んだ!」（1995年） - 戸川安次郎
  - 暴れん坊将軍VII 第2話「江戸怪奇 吉宗魔界を斬る!」（1996年） - 有明の玄海
- 暴れ九庵 第19話「女の子」（1985年、関西テレビ / 東宝） - 富蔵
- 影の軍団IV 第3話「微笑みが殺意を呼ぶ」（1985年、関西テレビ / 東映） - 野呂左文次
- 長七郎江戸日記（日本テレビ / ユニオン映画）
  - 第1シリーズ 第55話「春のつむじ風」（1985年） - 乾新九郎
  - 第1シリーズ 第75話「鬼がすむ屋敷」（1985年） - 藤尾敬四郎
  - 第2シリーズ 第9話「地獄を覗いた姫君」（1988年） - 月之介
  - 第2シリーズ 第58話「影のある女」（1989年） - 菊次
  - 第3シリーズ SP「長七郎の陰謀」（1991年） - 左紋次
- ジャングル 第17話「泥沼の中で…」（1987年、日本テレビ / 東宝） - 警視庁捜査四課・長谷川刑事
- NEWジャングル 第28話「あばよ八坂署」（1988年、日本テレビ / 東宝） - ナカタセイジ
- 名奉行 遠山の金さん 第1シリーズ 第16話「花嫁衣裳が泣いた」（1988年、テレビ朝日 / 東映） - 郷原伊十郎
- 京都サスペンス「清水坂おもいで小路」（1988年、関西テレビ / 映像京都） - 島村
- 風雲!真田幸村 第16話「父ちゃん返せ! 哀し女盗賊」（1989年、テレビ東京 / 東映） - 岩間隼人正
- 乱歩賞作家サスペンス「まだ眠らない」（1989年、関西テレビ）
- 間違えられた男（1989年、フジテレビ）
- 砂の家（1989年、東海テレビ）
- 翔んでる!平賀源内 第5話「炎の中の白い影」（1989年、TBS / C.A.L） - 佐助
- 鬼平犯科帳（フジテレビ / 松竹）
  - 第1シリーズ 第5話「血闘」（1989年） - 吉間の仁三郎
  - 第3シリーズ 第10話「網虫のお吉」（1992年） - 黒沢勝之助
  - 第7シリーズ 第5話「礼金二百両」（1997年） - 横田大学
- 狙われて（1990年、関西テレビ）
- おはよう観光係長（1990年、NHK総合）
- 熱い風　女探偵加奈子の遺産（1990年、関西テレビ）
- 風流太平記「密命」（1990年、日本テレビ） - 渡辺蔵人
- 大岡越前 第11部 第9話「釣った獲物は千両箱」（1990年6月18日、TBS / C.A.L） - 文吉
- 八百八町夢日記（日本テレビ / ユニオン映画）
  - 第1シリーズ SP「天保鬼が島」（1990年） - 大久保
  - 第2シリーズ 第4話「春遠からじ」（1991年） - 森藤十郎
- 水曜ドラマ マダム・りん子の事件帖（1991年、NHK総合） - 馬場進
- しあわせのわけまえ　夫の不倫に仕掛けられたワナ!! （1991年、フジテレビ） - 原口雄作
- 父の椅子（1991年、NHK総合）
- あばれ八州御用旅 第2シリーズ 第11話「もち肌の女 連続殺人事件」（1991年、テレビ東京 / ユニオン映画） - 志村源斉
- 妻そして女シリーズ 四谷怪談（1991年、毎日放送）
- さくら家の人々 ちびまる子ちゃん一家のその後の生態（1992年、NHK総合） - 父ヒロシ
- 柳生武芸帳 十兵衛あばれ旅 伊達六十二万石の陰謀（1992年、日本テレビ / 東映） - 村瀬帯刀
- 新・三匹が斬る！  第13話「松島や、義賊に惚れた花一輪」（1992年、テレビ朝日）
- 戦国最後の勝利者！・徳川家康（1992年、テレビ朝日）
- 半七捕物帳 第18話「十手無情 恋しぐれ」（1993年、日本テレビ / ユニオン映画） - 飯島左内
- 喧嘩屋右近 第2シリーズ 第6話「人相書きの男」（1993年、テレビ東京 / 松竹） - 捨三郎
- 銭形平次 第3シリーズ 第12話「不運な夜」（1993年、フジテレビ） - 弥之吉
- 父子鷹（1994年1月 - 3月、日本テレビ / 松竹） - 佐久間象山
- 清左衛門残日録　仇討ち！播磨屋の決闘（1995年、NHK総合） - 安富信友
- 江戸の用心棒（日本テレビ / ユニオン映画）
  - パート1 第23話「怒りの父子十手」（1995年） - 椿左内
  - パート2 第11話「死体が消えた!」（1996年） - 榊玄之助
- 連続テレビ小説（NHK総合）
  - 春よ、来い（1995年） - 花井史郎
  - こころ（2003年） - 玉越一成
  - とと姉ちゃん 第90話（2016年7月16日） - 男1
  - 虎に翼 （2024年4月30日-） - 錦田力太郎
- ドラマ30
  - 泣かないでママ（1994年、CBC） - 青木一也
  - 暖流（2007年、毎日放送） - 藤林彰正
- 犯罪心理分析官2（1996年、日本テレビ）
- 将軍の隠密！影十八 最終話「女の意地・ワイロのからくり、闇裁き」（1996年、テレビ朝日 / 東映） - 柴田右京
- 憲法はまだか（1996年、NHK総合） - 松本重治
- 新春時代劇スペシャル 弁慶 怪力無双の荒法師!（1997年、テレビ朝日） - 大江広元
- アリバイの穴（1997年、日本テレビ）
- 司馬遼太郎の功名が辻 第5話（1997年、テレビ朝日 / 東映） - 吉田修理亮
- 南町奉行事件帖 怒れ!求馬 第4話「密命帯びた男の剣」（1997年、TBS / C.A.L） - 三池八右衛門
- 京都警備士日誌（1997年、日本テレビ）
- 夜会の果て（1997年、NHK総合） - 西郷従道
- 影武者徳川家康（1998年、テレビ朝日） - 伊達政宗
- 新選組血風録 第7話「潜入長州の間者」（1998年、テレビ朝日） - 松永主膳[30]
- 御家人斬九郎 第4シリーズ 第6話 「脱獄」（1999年、フジテレビ / 映像京都） - 山上要之助
- 緋が走る -陶芸青春記-（1999年、NHK総合）
- 仮面ライダークウガ「EPISODE43 現実」（2000年、テレビ朝日 / 東映） - 桂木刑事
- 渡る世間は鬼ばかり 第5、第7シリーズ（2000年、2004-2005年、TBS） - 北原
- 八丁堀の七人(1)(2)（2000年-2001年、テレビ朝日）
- 金曜エンタテイメント（フジテレビ）
  - 花瀬ちなつの殺人スクープ（2000年） - 角舘徹
  - 京都食い道楽!古本屋探偵ミステリー2 夏目漱石に秘められた哀しい恋文（2004年5月） - 植田
- 歌恋温泉へようこそ（2001年、NHK総合）
- ある日、嵐のように（2001年、NHK総合）
- 身辺警護7（2001年、日本テレビ）
- からくり事件帖　─警視庁草紙より─（2001年、NHK総合）
- 大江戸を駈ける!　第12話「島破りの二千両 -佃島-」（2001年、TBS / C.A.L） - 弥太五郎
- 剣客商売 第3シリーズ 第3話「狂乱」（2001年、フジテレビ / 松竹） - 豊田孫左衛門
- 真夜中は別の顔（2002年、NHK総合） - 小沼俊一郎
- 風の盆から（2002年、NHK総合）
- 最後の忠臣蔵（2004年、NHK総合 金曜時代劇） - 徳川綱吉
- 御宿かわせみ〜第二章〜（2004年、NHK総合）
- 国盗り物語（2005年、テレビ東京 新春ワイド時代劇） - 長井利隆
- 水曜ミステリー9「さすらい署長 風間昭平3・えちご恋人岬殺人事件」（2005年、テレビ東京） - 野上課長
- 日本の、これから 人口減少社会（第二夜）（2005年、NHK総合）
- 忠臣蔵 瑤泉院の陰謀（2007年、テレビ東京 新春ワイド時代劇） - 徳川家宣
- 素浪人 月影兵庫 第5話「悪い奴が笑ってた!!旗本愚連隊VS素浪人」（2007年、テレビ朝日 / 東映） - 友之倉刑部
- トップセールス（2008年、NHK総合） - 部長
- 相棒 Season7 第3話「沈黙のカナリア」（2008年、テレビ朝日 / 東映） - 中村忠是
- テンペスト（2011年、NHK BSプレミアム） - 伊舎堂親方
- 大使閣下の料理人（2015年、フジテレビ）（声の出演）
- 経世済民の男 第一部「高橋是清」（2015年、NHK総合） - 曾禰荒助
- 破裂 第3話（2015年、NHK総合） - 鶴田平三郎
- 子連れ信兵衛 最終話（2015年、NHK BSプレミアム） - 宇佐美正純

### 映画
- 事件（1978年、松竹） - 矢野陪席判事
- 皇帝のいない八月（1978年、松竹）
- さらば、わが友 実録大物死刑囚たち（1980年、東映） - 大沢謙一（主演）
- ユッコの贈りもの コスモスのように（1982年、共同映画） - 草刈章
- 植村直己物語（1986年、毎日放送、電通） - 広田
- 密約 外務省機密漏洩事件（1988年、オフィス・ヘンミ）※1978年制作のテレビドラマの劇場公開作品
- 誘惑者（1989年、日本ヘラルド映画）
- 極道の妻たち 最後の戦い（1990年、東映） - 南部武将
- 動天（1991年、東映）
- 誘拐（1997年、東宝） - 安藤刑事
- 許されざる者　第一章「獅子の血戦」（2003年、シネマパラダイス） - 山根
- 母のいる場所（2003年、企画制作パオ有限会社）
- 紅い襷 La Chronique de TOMIOKA〜富岡製糸場物語〜（2017年、富岡市|NHKエンタープライズ） - 横田数馬

### 舞台
清水邦夫
- 海賊、海を走ればそれは焔…… -九鬼一族流史-（1984年） - 久鬼一成
- ラヴレター 愛と火の精神分析（1984年） - 吉村眩太
- 弟よ -姉乙女から坂本竜馬への伝言-（1990年） - 藤五郎
- 冬の馬（1992年） - 村上通
- わが夢にみた青春の友（1994年） - 川島三吉
- エレジー 父の夢は舞う（1999年） - 川崎清二
- 恋する人々 軍部とダンディズム（2000年） - 清村大尉
- 雨の夏、三十人のジュリエットが還ってきた（2009年・2024年） - 坪田英次郎[31]

#### その他
- リア王（1972年）
- 母（おふくろ）（1972年） - 守衛
- リチャード3世
- ジュリアス・シーザー
- 一つの同じドア（1976年） - オルフェ
- ルル（1977年）
- お気に召すまま（1978年） - オーランドー（1979、1987、1988、1989年再演）
- マクベス（1979年）
- ハムレット（1980年） - ハムレット
- ロミオとジュリエット（1981年） - ロミオ
- 夏の夜の夢（1981年） - ライサンダー
- 二人だけの舞踏会（1984年）
- セツアンの善人（1986年） - ヤン・スン
- じゃじゃ馬馴らし（1986年）
- たすけて（1987年）
- ハーベイ（英語版）（1987年） - エルウッド
- マクベス（1987年）
- 夜の来訪者（1991年） - 影山警部
- ヘッダ・ガブラー（1994年） - ルーヴボルグ
- メジャー・フォー・メジャー（1996年） - アンジェロ
- クレオパトラ（1997年） - アポロドトス
- デュエットのあとに（1998年） - アルフレッド・フェドマン
- 細雪（2000年） - 蒔岡辰雄（2001、2003、2004、2005、2008、2010、2011、2012、2014、2017年再演）
- 樋口一葉（2002年） - 虎之助
- ロンサム・ウエスト（2002年） - ヴァレン
- 曲がり角の向こうには（2004年） - ダン
- 弁慶（2006年） - 富樫
- ひばり（2007年） - 検事
- 大奥 月光院物語 愛しき人（2007年） - 間部詮房
- 暴れん坊将軍スペシャル〜唄って踊って八百八町！（2007年） - 安藤甲斐守
- アルゴス坂の白い家－クリュタイメストラ－（2007年） - アガメムノン
- カリギュラ（2008年） - 第一の貴族
- 舞台は夢－イリュージョン・コミック（2008年） - ドラント/ジェラント（二役）
- じゃじゃ馬馴らし（2010年） - バプティスタ
- たか女爛漫（2011年） - 井伊直弼
- 日本の面影（朗読座プロデュース）（2012年） - 稲垣金十郎
- るつぼ（2012年） - ダンフォース副総督
- ヘンリー四世（2013年） - ウェスモーランド伯爵
- 金閣寺（2014年） - 道詮和尚
- 王様と私（2013、2014年再演） - 総理大臣クララホム
- 南太平洋（2015、2016年再演） - ジョージ・ブラケット大佐
- 1789 -バスティーユの恋人たち-（2018年） - ジャック・ネッケル
- ネバー・ザ・シナー - 魅かれ合う狂気（2021年） - クラレンス・ダロウ[32]

#### 朗読劇
- 夏の夜の夢（朗読座）（2011年）
- 走れメロス（心あわせ隊）（2016年） - ディオニス

## 出演（声優）
太字はメインキャラクター。

### 吹き替え

#### 担当俳優
アンソニー・ウォン
- 頭文字D THE MOVIE（藤原文太）
- インファナル・アフェア三部作（ウォン）
  - インファナル・アフェア ※テレビ東京版
  - インファナル・アフェア 無間序曲 ※テレビ東京版
  - インファナル・アフェアIII 終極無間 ※BSジャパン版

エド・ハリス
- ステート・オブ・グレース（フランキー・フラネリ）※テレビ東京版
- チャイナ・ムーン/魔性の女 白い肌に秘められた殺意（カイル・ボディーン）※テレビ東京版
- 目撃（セス・フランク）※BD・ビデオ版

ゲイリー・オールドマン
- ドラキュラ（ドラキュラ伯爵）※テレビ朝日版
- フィフス・エレメント（ゾーグ）※テレビ朝日版
- 不滅の恋/ベートーヴェン（ルートヴィヒ・ヴァン・ベートーヴェン）※VHS版

ケビン・コスナー
- ザ・テキサス・レンジャーズ（フランク・ヘイマー）
- リベンジ（J・コクラン）※ビデオ版
- 世にも不思議なアメージング・ストーリー 最後のミッション（機長）

ジェームズ・ウッズ
- KILLER/第一級殺人（カール・パンズラム）
- スチュアート・リトル2（ファルコン）
- ファイナルファンタジー（ハイン将軍）

ジョージ・クルーニー
- オーシャンズシリーズ（ダニー・オーシャン）
  - オーシャンズ11 ※フジテレビ版
  - オーシャンズ12 ※日本テレビ版
  - オーシャンズ13 ※フジテレビ版

- トゥモローランド（フランク・ウォーカー）
- ファミリー・ツリー（マット・キング）

ショーン・ビーン
- オデッセイ（ミッチ・ヘンダーソン）
- 聖闘士星矢 The Beginning（アルマン）
- 007 ゴールデンアイ（アレック・トレヴェルヤン）※テレビ朝日版
- トロイ（オデュッセウス）※テレビ朝日版
- ナショナル・トレジャー（イアン・ハウ）
- 消えた金塊〜ブリンクス・マット強奪事件（ミッキー・マカヴォイ）※NHK版
- フライトプラン（マーカス・リッチ機長）
- ミッシング（ポール・ウィンストン）

チェ・ミンシク
- 悪魔を見た（チャン・ギョンチョル）
- オールド・ボーイ（オ・デス）
- クライング・フィスト 泣拳（カン・テシク）
- シュリ（パク・ムヨン）※ソフト版
- 親切なクムジャさん（ペク・ハンサン先生）
- バトル・オーシャン 海上決戦（イ・スンシン将軍）
- 春が来れば（イ・ヒョヌ）

チャールトン・ヘストン
- 黒い絨毯（クリストファー）※日本テレビ版（DVD収録）
- 十戒（モーゼ）※テレビ朝日版（DVD収録）
- ベン・ハー（ベン・ハー）※テレビ東京版（DVD収録）

チョウ・ユンファ
- NYPD15分署（ニック・チェン）※ソフト版
- 狼たちの絆（ジョー）
- 狼 男たちの挽歌・最終章（ジェフリー）※BD・ビデオ版
- 男たちの挽歌シリーズ
  - 男たちの挽歌（マーク）※BD版
  - 男たちの挽歌 II（ケン）※BD・ビデオ版
  - アゲイン/明日への誓い（マーク）※BD・ビデオ版

- ゴールデン・ガイ（ラム）
- ゴッド・ギャンブラー 完結編（コウ・チャン）※ビデオ版
- ゴッド・ギャンブラー レジェンド（ケン）
- シャンハイ（アンソニー・ランティン）
- セブンス・カース（ワイズリー）
- 大陸英雄伝（ピン）
- DRAGONBALL EVOLUTION（亀仙人）
- パイレーツ・オブ・カリビアン/ワールド・エンド（サオ・フェン）
- パラダイス・パラダイス（ジョー）
- バレット モンク（無名僧）※テレビ東京版
- フル・コンタクト（ジェフ）
- フル・ブラッド（チャン・チン）
- 僕たちは天使じゃない（ロン）
- モンキー・マジック 孫悟空誕生（玉皇大帝）

ティム・アレン
- エル・カミーノ・クリスマス（ラリー・マイケル・ロス）
- サンタクローズシリーズ（スコット・カルビン）
  - サンタクローズ
  - サンタクロース・リターンズ! クリスマス危機一髪
  - サンタクローズ3/クリスマス大決戦!

- シャギー・ドッグ（デイヴ・ダグラス）
- ジャングル 2 ジャングル（マイケル・クロムウェル）
- 団塊ボーイズ（ダグ・マドセン）
- トイ・ストーリー（バズ・ライトイヤー）※初回収録版
- ビッグ・トラブル（エリオット・アーノルド）

デニス・クエイド
- 熱き愛に時は流れて（ギャビン・グレイ）
- エデンより彼方に（フランク・ウィテカー）
- フライト・オブ・フェニックス（フランク・タウンズ）

ドン・ジョンソン
- サンタモニカ・ダンディ（ジェリー・ベック）※テレビ東京版
- ハーレーダビッドソン&マルボロマン（マルボロマン）※テレビ朝日版
- ホット・スポット（ハリー・マドックス）※テレビ東京版

ハリソン・フォード
- 1923（ジェイコブ・ダットン）
- E.T. アドベンチャー（校長）
- インディ・ジョーンズ シリーズ（インディアナ・ジョーンズ）※テレビ朝日版
  - インディ・ジョーンズ/魔宮の伝説
  - インディ・ジョーンズ/最後の聖戦

- エンダーのゲーム（ハイラム・グラッフ大佐）
- カウボーイ & エイリアン（ウッドロー・ダラーハイド大佐）
- K-19（アレクセイ・ボストリコフ艦長）※ソフト版
- 刑事ジョン・ブック 目撃者（ジョン・ブック）※テレビ朝日版（DVD収録）
- 恋とニュースのつくり方（マイク・ポメロイ）
- 6デイズ/7ナイツ（クイン・ハリス）※ソフト版
- ジャック・ライアンシリーズ（ジャック・ライアン）※テレビ朝日版
  - パトリオット・ゲーム
  - 今そこにある危機

- 推定無罪（ラスティ・サビッチ）※テレビ朝日版
- スター・ウォーズ・シリーズ（ハン・ソロ）
  - スター・ウォーズ エピソード4/新たなる希望 ※ソフト版
  - スター・ウォーズ エピソード5/帝国の逆襲 ※ソフト版
  - スター・ウォーズ エピソード6/ジェダイの帰還 ※ソフト版
  - スター・ウォーズ/フォースの覚醒
  - スター・ウォーズ/スカイウォーカーの夜明け

- 小さな命が呼ぶとき（ロバート・ストーンヒル）
- デビル（トム・オミーラ）※ソフト版、テレビ朝日版
- 逃亡者（リチャード・キンブル）※ソフト版、テレビ朝日版
- ハリウッド的殺人事件（ジョー・ギャヴィラン刑事）
- BS世界のドキュメンタリー 危険な時代に生きる（本人）
- ファイヤーウォール（ジャック・スタンフィールド）※ソフト版、テレビ朝日版
- フランティック（リチャード・ウォーカー）※テレビ朝日版
- ブレードランナー（リック・デッカード）※ザ・シネマ版
  - ブレードランナー2049

- ホワット・ライズ・ビニース（ノーマン・スペンサー）
- 野性の呼び声（ジョン・ソーントン）
- ランダム・ハーツ（ダッチ・ヴァン・デン・ブロック）※ソフト版
- ワーキング・ガール（ジャック・トレーナー）※テレビ朝日版（BD収録）

ピーター・ウェラー
- カジノ・ヒート（レイ）
- スクリーマーズ（ジョー・ヘンドリクソン）※ビデオ版
- DECOY/密猟地帯（バクスター）
- リバイアサン（スティーブン・ベック）※テレビ朝日版
- ロボコップ（ロボコップ / アレックス・マーフィー）※テレビ朝日版
  - ロボコップ2（ロボコップ / アレックス・マーフィー）※テレビ朝日版
  - メイキング・オブ・ロボコップ（本人）

ブルース・ウィリス
- アンブレイカブル（デヴィッド・ダン）※ソフト版
  - スプリット
  - ミスター・ガラス

- キッド（ラッセル “ラス”・デュリッツ）
- シックス・センス（マルコム・クロウ）※機内版
- ジャッカル（ジャッカル）※ソフト版
- 隣のヒットマン（ジミー・チュデスキ）
  - 隣のヒットマンズ 全弾発射

- フレンズ（ポール・スティーヴンス）
- マーシャル・ロー（ウィリアム・デヴロー将軍）
- ラスト・ボーイスカウト（ジョー・ハレンベック）※日本テレビ版
- RED/レッド（フランク・モーゼズ）
  - REDリターンズ

ミッキー・ローク
- アイアンマン2（イワン・ヴァンコ / ウィップラッシュ）※テレビ朝日版
- エンゼル・ハート（ハリー・エンゼル）※フジテレビ版（BD収録）
- ジョニー・ハンサム（ジョン・“ジョニー・ハンサム”・セドリー / ジョニー・ミッチェル）※日本テレビ版（BD収録）
- 欲情の媚薬（エド・アルトマン）※ビデオ版

メル・ギブソン
- エア★アメリカ（ジーン・ライアック）※日本テレビ版 メル・ギブソン初の吹き替え
- エクスペンダブルズ3 ワールドミッション（コンラッド・ストーンバンクス）
- 顔のない天使（ジャスティン・マクラウド）
- キック・オーバー（ドライバー）
- クリスマス・ウォーズ（クリス・クリングル）
- サイン（グラハム・ヘス）※ソフト版、テレビ版、機内版
- ザ・コンチネンタル:ジョン・ウィックの世界から（コーマック）
- ハート・オブ・ウーマン（ニック・マーシャル）※日本テレビ版
- 博士と狂人（ジェームズ・マレー）
- パトリオット（ベンジャミン・マーティン）※テレビ東京版
- フォーエヴァー・ヤング 時を超えた告白（ダニエル）※日本テレビ版
- 復讐捜査線（トーマス・クレイブン）
- ブラッド・ファーザー（ジョン・リンク）
- ブルータル・ジャスティス（ブレット・リッジマン）
- ペイバック（ポーター）※DVD・ビデオ版、テレビ朝日版
- ミッドナイト・マーダー・ライブ（エルヴィス）
- 身代金（トム・ミュレン）※ソフト版、テレビ朝日版
- リーサル・ウェポンシリーズ（マーティン・リッグス）※テレビ朝日版（WOWOWでノーカット追加収録）
  - リーサル・ウェポン
  - リーサル・ウェポン2/炎の約束
  - リーサル・ウェポン3
  - リーサル・ウェポン4

- ワンス・アンド・フォーエバー（ハル・ムーア中佐）※ソフト版、フジテレビ版

ルトガー・ハウアー
- ウェドロック（フランク・ウォーレン）※TBS版
- エア・リベンジャー 撃墜（ドク）
- グレート・ウォリアーズ/欲望の剣（マーティン）
- Mr.STITCH 悪魔の種子（ウェイクマン博士）

レイ・リオッタ
- ER緊急救命室 シーズン11 第6話『末路』（チャーリー・メカトフ）
- コリーナ、コリーナ（マニー・シンガー）
- 不法侵入（ピート・デイヴィス）※テレビ朝日版
- 乱気流/タービュランス（ライアン・ウィーバー）※テレビ朝日版

ロバート・デ・ニーロ
- ケープ・フィアー（マックス・ケイディ）※テレビ朝日版
- ザ・ファン（ギル・レナード）※テレビ朝日版
- ショウタイム（ミッチ・プレストン）※ソフト版
- 15ミニッツ（エディ・フレミング）※日本テレビ版

#### 映画
- アサシン 暗・殺・者（ボブ〈ガブリエル・バーン〉）※日本テレビ版
- アラビアのロレンス（アリ〈オマル・シャリーフ〉）※テレビ東京版（DVD収録）
- アンドリューNDR114（リチャード・マーティン〈サム・ニール〉）※日本テレビ版
- インデペンデンス・デイ（デイヴィット・レヴィンソン〈ジェフ・ゴールドブラム〉[50]）※テレビ朝日版（日本語吹替完全版Blu-rayBOX収録）
- エグゼグティブ・コマンド（カルロス・グルーバー〈リチャード・ノートン〉）※DVD・ビデオ版
- es（シュタインホフ〈クリスチャン・ベルケル〉）※テレビ東京版
- L5: First City in Space
- X-MENシリーズ（ローガン / ウルヴァリン〈ヒュー・ジャックマン〉）※テレビ朝日版
  - X-メン
  - X-MEN2[51]
  - X-MEN:ファイナル ディシジョン
- 王になった男（ホ・ギュン〈リュ・スンリョン〉[52]）※BSジャパン版
- 火山高（マー・バンジン〈ホ・ジュノ〉）
- キス・オブ・ザ・ドラゴン（リチャード〈チェッキー・カリョ〉）※DVD・ビデオ版
- ギフト（デヴィッド・ダンカン〈ゲイリー・コール〉）
- キャット・ピープル（ポール・ガリエ〈マルコム・マクダウェル〉）※テレビ朝日版
- クライシス2050（スティーブ・ケルソ〈ティム・マシスン〉）※日本テレビ版
- クレイマー、クレイマー（テッド・クレイマー〈ダスティン・ホフマン〉）※日本テレビ版（アニバーサリーエディションBlu-ray収録）
- ゲッタウェイ（カーター・ドク・マッコイ〈スティーブ・マックイーン〉）※テレビ朝日新録版（デジタルリマスター版DVD収録）
- ゴースト&ダークネス（ジョン・ヘンリー・パターソン大佐〈ヴァル・キルマー〉）※DVD版
- コイサンマン（スティーブ） ※TBS版
- 氷の微笑（ニック・カラン刑事〈マイケル・ダグラス〉）※旧DVD・ビデオ版
- サドン・デス（ジョシュア・フォス〈パワーズ・ブース〉）※テレビ朝日版
- ザ・ビースト/巨大イカの逆襲（ウィップ・ダルトン〈ウィリアム・ピーターセン〉）
- 三銃士（リシュリュー〈ティム・カリー〉）※テレビ朝日版
- シェフと素顔と、おいしい時間（フェリックス〈ジャン・レノ〉）
- 地獄の戦闘艇バラクーダ（テッド・アンドリュース〈ゲイリー・ビジー〉）
- 十戒（ラメセス〈ユル・ブリンナー〉[53]）※フジテレビ版
- 灼熱の女（スコット・ウェストン〈トリート・ウィリアムズ〉）※テレビ版
- じゃじゃ馬ならし（ペトルーキオ〈リチャード・バートン〉）
- スーパー・マグナム（ポール・カージー〈チャールズ・ブロンソン〉）※BSジャパン版
- スカーフェイス（アントニオ・“トニー”・モンタナ〈アル・パチーノ〉）※テレビ東京版
- スティーヴン・キングのザ・スタンド（スチュー・レッドマン〈ゲイリー・シニーズ〉）
- スパイ・ゲーム（ネイサン・ミュアー〈ロバート・レッドフォード〉）※フジテレビ版
- スパルタカス（クラッサス〈ローレンス・オリヴィエ〉）※ソフト版
- セイント（サイモン・テンプラー〈ヴァル・キルマー〉）※DVD・ビデオ版
- 絶体×絶命（ピーター・マッケイブ〈マイケル・キートン〉）※テレビ朝日版
- セブン（ジョン・ドゥ〈ケヴィン・スペイシー〉）※テレビ東京版（BD収録）
- 戦火の勇気（ナサニエル・サーリング中佐〈デンゼル・ワシントン〉）※フジテレビ版
- ダンジョン&ドラゴン（ダモダー〈ブルース・ペイン〉）
- チョコレート（ハンク・グロトウスキ〈ビリー・ボブ・ソーントン〉）
- チルファクター（ブリナー〈ピーター・ファース〉）
- 麻薬戦争II 後編（トーマス・ヴォーン）
- トップガン（バイパー〈トム・スケリット〉）※日本テレビ版
- ドランクモンキー 酔拳（殺し屋鉄心）※テレビ東京版（DVD収録）
- トランスフォーマー/ロストエイジ（ロックダウン）
- トリプルX（ヨーギ〈マートン・チョーカシュ〉）※ソフト版
- トロン: レガシー（ケヴィン・フリン / クルー2.0〈ジェフ・ブリッジス〉）
- ニキータ（ボブ〈チェッキー・カリョ〉）※日本テレビ版
- ネバー・サレンダー 肉弾凶器（ローム〈ロバート・パトリック〉）※テレビ東京版
- パール・ハーバー（ジミー・ドゥーリトル〈アレック・ボールドウィン〉）※ソフト版
- バック・トゥ・ザ・フューチャー PART3（エメット・ブラウン博士〈ドク〉〈クリストファー・ロイド〉）※日本テレビ版
- バッドサンタ（ウィリー・T・ストークス / サンタ〈ビリー・ボブ・ソーントン〉）
- パパってなに?（トーリャ〈ウラジミール・マシコフ〉）
- パラダイム（ブライアン・マーシュ〈ジェームソン・パーカー〉）
- 百万ドルをとり返せ!（ジェームズ・ブリグスリー〈ブライアン・プロザーロ〉）
- フェイス/オフ（ショーン・アーチャー〈ジョン・トラボルタ〉）※テレビ朝日版、テレビ朝日新録版
- プリティ・ブライド（アイク・グラハム〈リチャード・ギア〉）
- プルーフ・オブ・ライフ（テリー・ソーン〈ラッセル・クロウ〉）
- プレジデントマン/地獄のステルスコマンド（ジョシュア・マッコード〈チャック・ノリス〉）※テレビ東京版
- ポセイドン・アドベンチャー（フランク・スコット牧師〈ジーン・ハックマン〉[54][55]）※テレビ朝日版（DVD収録）
- ボディ・ランゲージ（ギャヴィン・セント・クレア〈トム・ベレンジャー〉）
- ホビット 竜に奪われた王国（ビヨルン〈ミカエル・パーシュブラント〉）
- マイアミ・バイス（モントーヤ〈ルイス・トサール〉）※テレビ東京版
- メン・イン・ブラック:インターナショナル（ハイT〈リーアム・ニーソン〉[56]）
- モータル・コンバット（ライデン〈クリストファー・ランバート〉）※ビデオ版
- U-571(テレビ朝日版)（マイク・ダルグレン少佐〈ビル・パクストン〉）※テレビ朝日2003年版
- ライラの冒険 黄金の羅針盤（ラグナー・スタールソン〈イアン・マクシェーン〉）※劇場公開版
- ラピッド・ファイアー（メイス・ライアン〈パワーズ・ブース〉）※テレビ朝日版
- レジョネア 戦場の狼たち（スティンカム司令官〈スティーヴン・バーコフ〉）※テレビ東京版
- レッドクリフ Part I（曹操〈チャン・フォンイー〉[57]）
  - レッドクリフ Part II -未来への最終決戦-（曹操〈チャン・フォンイー〉）
- ロスト・イン・スペース（ジョン・ロビンソン教授〈ウィリアム・ハート〉）※日本テレビ版
- ロッキー3（アポロ・クリード〈カール・ウェザース〉）※日本テレビ版
- ロボコップ3（ロボコップ / アレックス・マーフィー〈ロバート・バーク〉）※テレビ朝日版
- ワールド・ウォーZ（ユルゲン・ヴァルムブルン〈ルディ・ボーケン〉）
- ワールド・オブ・ライズ（エド・ホフマン〈ラッセル・クロウ〉）

#### ドラマ
- iCarly（スティーブン・シェイ大佐）
- イニョプの道 総集編（ナレーション）
- V（マイク・ドノバン〈マーク・シンガー〉）※日本テレビ版
- エレメンタリー7 ホームズ&ワトソン in NY ファイナル（キャメロン・マラネク〈サム・マクマレー〉）
- ザ・ホワイトハウス（オリバー・バビッシュ〈オリヴァー・プラット〉）
- THE LAWYER 〜復讐の天秤〜（トーマス・ヴァルドマン〈トマス・ボー・ラーセン〉[58]）
- シカゴ・ホープ（ジェフリー・ガイガー医師〈マンディ・パティンキン〉）※テレビ朝日版
- シカゴ・メッド（ダニエル・チャールズ〈オリヴァー・プラット〉[59]）
- ジャクリーン・ケネディ物語
- シャーロック・ホームズの冒険「マスグレイヴ家の儀式書」（ブラントン）
- 勝利への疾走
- スティーヴン・キングのランゴリアーズ（ニック・ホープウェル〈マーク・リンゼイ・チャップマン〉）※テレビ版（DVD収録）
- 太陽を抱く月（ユン・テヒョン〈キム・ウンス〉）
- 超音速攻撃ヘリ エアーウルフ（ストリングフェロー・ホーク〈ジャン＝マイケル・ヴィンセント〉）
- 南北戦争物語 愛と自由への大地（オリー・メイン〈パトリック・スウェイジ〉）
- パパにはヒ・ミ・ツ シーズン1 #22（バイロン）
- ブリンクス・マット 金塊強奪
- ボルジア家 愛と欲望の教皇一族（ロドリーゴ・ボルジア / アレクサンデル6世〈ジェレミー・アイアンズ〉）
- マスケティアーズ パリの四銃士 シーズン1 #2 （ヴァディム〈ジェイソン・フレミング〉）
- 名探偵ポワロ「葬儀を終えて」（ギルバート）
- 名探偵モンク5（ジョン・ロリンズ）
- リーサル・ウェポン（ロジャー・マータフ〈デイモン・ウェイアンズ〉）

#### アニメ
- あの夏のルカ（ロレンツォ[60]）
- サンダーバード ARE GO（ジェフ・トレーシー）
- スター・ウォーズシリーズ（ハン・ソロ）
  - LEGO スター・ウォーズ エンパイア・ストライクス・アウト
  - LEGO スター・ウォーズ/たたかえ!レジスタンス
  - LEGO スター・ウォーズ/フリーメーカーの冒険
  - スター・ウォーズ/フォース・オブ・デスティニー
  - LEGO スター・ウォーズ/ホリデー・スペシャル
  - スター・ウォーズ: ビジョンズ（ミタカ博士）
  - LEGO スター・ウォーズ/恐怖のハロウィーン
  - LEGO スター・ウォーズ/サマー・バケーション
  - LEGO スター・ウォーズ/リビルド・ザ・ギャラクシー
- ねこのガーフィールド（オットー[61]）
- ハッピー フィート2 踊るペンギンレスキュー隊（浜の大将ブライアン）

### テレビアニメ
2001年
- 幻想魔伝 最遊記（李塔天）

2003年
- ガングレイヴ（ハリー・マクドゥエル〈壮年期〉）

2004年
- MONSTER（2004年 - 2005年、ルンゲ）

2006年
- ツバサ・クロニクル 第2シーズン（先代黒鋼）
- BLACK LAGOON（ダッチ）
- BLACK LAGOON The Second Barrage（ダッチ）

2007年
- ながされて藍蘭島（行人の父）

2008年
- ONE OUTS -ワンナウツ-（児島弘道）

2010年
- 閃光のナイトレイド（石原莞爾）

2011年
- ブレイド（ディーコン・フロスト）
- へうげもの（織田長益〈織田有楽斎〉）

2012年
- ヨルムンガンド（ブックマン）
- ヨルムンガンド PERFECT ORDER（ブックマン）

2014年
- まじっく快斗1412（蓮羅通二郎）

2015年
- すべてがFになる THE PERFECT INSIDER（西之園捷輔）

2016年
- 金田一少年の事件簿R（第2期）（鮫島進）

2017年
- ヘボット!（ミソタウロス）

2019年
- ONE PIECE（ダグラス・バレット）

2021年
- SCARLET NEXUS（ジョウ・スメラギ）

2024年
- サザエさん（太田原教授）

### 劇場アニメ
1989年
- 宇宙皇子（地上編）（韓国広足）

1995年
- MEMORIES「彼女の想いで」（ハインツ）

2001年
- カウボーイビバップ 天国の扉（ヴィンセント）

2004年
- 劇場版 NARUTO -ナルト- 大活劇!雪姫忍法帖だってばよ!!（風花ドトウ）

2007年
- ジョジョの奇妙な冒険 ファントムブラッド（ジョージ・ジョースターI世）

2010年
- いばらの王 -King of Thorn-（アイヴァン・コラル・ヴェガ）
- 劇場版 機動戦士ガンダム00 -A wakening of the Trailblazer-（イオリア・シュヘンベルグ）
- TRIGUN Badlands Rumble（ガスバック・ガロン・ゲッタウェイ）
- マルドゥック・スクランブル 圧縮（ディムズデイル＝ボイルド）

2011年
- マルドゥック・スクランブル 燃焼（ディムズデイル＝ボイルド）

2012年
- マルドゥック・スクランブル 排気（ディムズデイル＝ボイルド）

2013年
- 劇場版 銀魂 完結篇 万事屋よ永遠なれ（魘魅）

2016年
- KINGSGLAIVE FINAL FANTASY XV（レギス・ルシス・チェラム）

2019年
- PSYCHO-PASS サイコパス Sinners of the System Case.3「恩讐の彼方に＿＿」（ギレルモ・ガルシア）
- ONE PIECE STAMPEDE（ダグラス・バレット）

### OVA
- 機動戦士ガンダム MS IGLOO 2 重力戦線 第2話「陸の王者、前へ!」（2009年、ハーマン・ヤンデル）
- BLACK LAGOON Roberta's Blood Trail（2010年、ダッチ[84]）

### Webアニメ
- スター・ウォーズ:ビジョンズ
  - T0-B1（2021年、ミタカ博士[85]）
- テルマエ・ロマエ ノヴァエ（2022年、ハドリアヌス帝[86]）

### ラジオドラマ
- FMラジオ劇場
  - 産湯の里（1980年）
  - 隠し剣谺返し（1982年）
  - 土佐のはちきんさん（1982年）
  - 道はるか（1983年）

- FMワイドドラマスペシャル
  - ショパン わが魂のポロネーズ（1982年）

- FMカフェテラスのふたり
  - 危険な逃亡者（1986年）

- FMシアター
  - フロレントの遺産相続　大人のためのおとぎ話（1987年）
  - グッバイ・マンスリー・デイト（1987年）
  - 森のフシギの物語（1988年）
  - 交響詩劇「木と水への記憶〜言葉と音のための詩劇」（1991年） - 私
  - W&W（ダブリュー・アンド・ダブリュー）（ウーマン・アンド・ウーマン）（1994年）
  - イルカに会える日（1998年）
  - クレイム／焼跡の主（1999年）
  - ハイファに戻って（2002年）
  - 査察機長（2006年）
  - 五十歳の旅立ち（2006年）
  - 春にして君を離れ（2008年）
  - あの人（2011年）
  - 金魚鉢の教室（2012年）
  - 逆回りのお散歩（2013年）
  - Old young man 僕らはロンリーストリートを歩く（2017年） - 衣川老人

- 青春アドベンチャー
  - マドモアゼル モーツァルト（1992年） - アントニオ・サリエリ
  - あでやかな落日（2006年） - 岡坂神策
  - タイムスリップ川中島（2007年） - 安倍晴明
  - 魔岩伝説（2011年）
  - know 〜知っている（2015年）

- FM特集
  - 夢見た旅（1993年）（FM特集ドラマ）
  - 風の自画像（1994年）（FM終戦特集ドラマ）
  - 飛ぶ教室（1999年）（FMケストナー特集）

- ポップスライブラリー
  - 『九月の四分の一』から ケンジントンに捧げる花束

- モーションコミック
  - ULTRAMAN（ベムラー）[87]

- ドラマCD
  - オジサマ専科 Vol.10 into the castle〜籠城幻夢〜

### ゲーム
1996年
- セガ・サターン THE GHEN WAR

2002年
- ガングレイヴ（ハリー・マクドウェル）

2004年
- ベルセルク 千年帝国の鷹篇 聖魔戦記の章（髑髏の騎士）
- NARUTO -ナルト- ナルティメットヒーロー2（風花ドトウ）

2006年
- ジョジョの奇妙な冒険 ファントムブラッド（ジョージ・ジョースター）

2007年
- Microsoft Flight Simulator X

2011年
- スーパー戦隊バトル ダイスオーDX（ウルザードファイヤー / 魔導騎士ウルザード）

2012年
- キングダム ハーツ 3D ［ドリーム ドロップ ディスタンス］（ケヴィン・フリン、クルー）
- ストリートファイター X 鉄拳（ボブ）
- テイルズ オブ エクシリア2（ビズリー・カルシ・バクー）

2015年
- グランブルーファンタジー（ロレンス / イアゴ）
- ドラゴンズドグマ オンライン（ズール）

2016年
- ファイナルファンタジーXV（レギス・ルシス・チェラム）
- レゴ スター・ウォーズ/フォースの覚醒（ハン・ソロ）

2017年
- 蒼き革命のヴァルキュリア（クローディアス・パウロヴィッチ・キエフ）

2018年
- アナザーエデン 時空を超える猫（ガリアード）

2019年
- ONE PIECE トレジャークルーズ（ダグラス・バレット）

2020年
- 仁王2（柴田勝家）
- Ghost of Tsushima（コトゥン・ハーン）

2021年
- コール オブ デューティシリーズ（ジョン・マクレーン）
  - コール オブ デューティ ブラックオプス コールドウォー
  - コール オブ デューティ ウォーゾーン
  - コール オブ デューティ モバイル

- SCARLET NEXUS（ジョウ・スメラギ）

2022年
- レゴ スター・ウォーズ：スカイウォーカー・サーガ（ハン・ソロ）
- タクティクスオウガ リボーン（ブランタ・モウン）
- テイルズ オブ ザ レイズ（ビズリー・カルシ・バクー）

2025年
- ファイナルファンタジータクティクス - イヴァリース クロニクルズ（マリッジ・フューネラルV世）

### 特撮
- スーパー戦隊シリーズ
  - 魔法戦隊マジレンジャー（2005年 - 2006年、小津勇 / ウルザード）
  - 魔法戦隊マジレンジャー THE MOVIE インフェルシアの花嫁（2005年、ウルザードの声）
  - 魔法戦隊マジレンジャーVSデカレンジャー（2006年、ウルザードの声）
  - ゴーカイジャー ゴセイジャー スーパー戦隊199ヒーロー大決戦（2011年、ウルザードファイヤーの声）
  - 宇宙戦隊キュウレンジャー Episode of スティンガー（2017年、ザンダバルドの声）
  - 爆上戦隊ブンブンジャー（2024年 - 2025年、グランツ・リスクの声[95]）
- 仮面ライダーフォーゼ THE MOVIE みんなで宇宙キターッ!（2012年、巨大宇宙鉄人XVIIの声[96]）

### その他コンテンツ
- 野生のプレデター（VHS） 1 - 25巻（ナレーション）
- 武田薬品工業（新アリナミンA、アリナミンEX、アリナミンVドリンクのCMナレーション、他）
- Blendy 缶コーヒー CM（ロボコップ）
- NHK特集（NHK）
  - わがいのちの日々（1987年12月11日）
  - 栄光の代償〜兵士が語るフォークランド紛争〜（1988年8月12日）
  - 最後のシーズン（1991年10月23日）
- 海外ドキュメンタリー「クストーの世界再発見」（1989年7月22日、7月29日、NHK）
- CIA vs. KGB 冷戦時代のスパイ戦
- プライム10「オランウータン密輸ルートを追え」（1992年4月16日、NHK）
- 抑圧と自立と〜アフリカ・カメルーンの1世紀〜（1994年3月20日、NHK）
- ライバル日本史（1994年 - 1996年、NHK）※「赤穂浪士は有罪か」では検事役でゲスト出演
- 内戦に散った恋人たち〜サラエボ・民族対立の悲劇〜（1994年、NHK）
- 世界は訴える　秀作ドキュメンタリー「マフィアと闘う神父たち」（1995年3月11日、NHK）
- プライムナイト 海外カルチャードキュメンタリー「マフィア全史」（1996年12月24日、1997年1月14日、21日、28日、2月4日、11日、18日、NHK）
- 世界・わが心の旅「モロッコ・ベルベルの少女の瞳」 旅人・山口小夜子（1998年）
- レナード・バーンスタイン〜至高の音楽家72年の生涯〜（2000年10月13日、NHK）
- “魔の山”の伝説を追う〜サハラ砂漠・ティベスティ高地〜（NHK）
- クローズアップ現代（「キレる大人」2007年9月3日）
- CRフィーバースター・ウォーズ ダース・ベイダー降臨（2008年、ハン・ソロ）
- プレミアムステージ　舞台のナレーション（2016年〜）
- NHKスペシャル 「ふたりの贖罪〜日本とアメリカ・憎しみを越えて〜」（2016年8月15日、淵田美津雄）
- レゴ スター・ウォーズ/フォースの覚醒（長編ゲームプレイ動画、ティム・ワイルマン解説の吹替え）（2016年）
- BS世界のドキュメンタリー「プラシーボ　ニセ薬のホントの話」（2017年6月16日、NHK）
- ブラッド・ファーザー 予告編ナレーション（2017年）